# Polizia di frontiera marittima
La Polizia di frontiera marittima, detta anche Polmare, fa parte della specialità della Polizia dell'immigrazione e delle frontiere della Polizia di Stato.

## Compiti
La specialità della polizia di frontiera svolge la primaria attività dei controlli di frontiera e, nel caso della polizia di frontiera marittima, presso i confini marittimi.
Oltre i servizi di specialità (controlli passaporti, falso documentale...), la polizia di frontiera presso gli scali marittimi svolge le attività di istituto di sicurezza e vigilanza anti-clandestini e di controllo del territorio nelle aree demaniali portuali.
Dipende dalla Direzione centrale dell'immigrazione e della polizia delle frontiere del Ministero dell'Interno.